# Piper holtzei
Piper holtzei är en pepparväxtart som beskrevs av Ferdinand von Mueller. Piper holtzei ingår i släktet Piper och familjen pepparväxter. Inga underarter finns listade i Catalogue of Life.